# Lac Seul
Lac Seul – jezioro w Kanadzie, w północno-zachodniej części prowincji Ontario. Jest ono długie na około 241 km i głębokie na 47,2 m. Lac Seul jest drugim pod względem wielkości zbiornikiem wodnym w prowincji Ontario. Jezioro składa się z otwartych zatok, kanałów i wysp. Lac Seul słynie z najlepszych połowów w Ontario.